# Союз Т-5
Союз Т-5 е съветски пилотиран космически кораб, който извежда в Космоса първата основна експедиция на орбиталната станция Салют-7.

## Екипажи

### При старта

#### Основен
- Анатолий Березовой (1) – командир
- Валентин Лебедев (2) – бординженер

#### Дублиращ
- Владимир Титов – командир
- Генадий Стрекалов – бординженер

### При приземяването
- Леонид Попов – командир
- Александър Серебров – бординженер
- Светлана Савицка – космоснавт-изследовател

## Параметри на мисията
- Маса: 6850 кг
- Перигей: 190 km
- Апогей: 231 km
- Наклон на орбитата: 51,6°
- Период: 89,76 мин

## Програма
Първи полет към станцията Салют-7. По време на полета са посрещнати две посетителски експедиции (с корабите Союз Т-6 и Союз Т-7) и четири товарни кораба Прогрес (13, 14, 15 и 16). На 30 юли двата космонавти правят излизане в открития космос за сваляне на проби и образци от материали и поставяне на нови с продължителност 2 часа и 33 минути. От шлюзовата камера на станцията е изведен в космоса 28 килограмов спътник, създаден от студенти в Московския авиационен институт. Това е първият телекомуникационен спътник, изведен от друг космически апарат.
„Союз Т-5“ е откачен от станцията на 27 август и малко по-късно се приземява с екипажа на втората посетителска експедиция (Л. Попов, А. Серебров и С. Савицка).
Космонавтите А. Березовой и В. Лебедев се приземяват с техния кораб на 10 декември. Поставен е нов рекорд за продължителност на престоя в космоса – 211 денонощия 9 часа и 5 минути).

### Космическа разходка
| № | Участници                           | Начало                | Край                  | Продължителност   |
| - | ----------------------------------- | --------------------- | --------------------- | ----------------- |
| 1 | Валентин Лебедев Анатолий Березовой | 30 юли 1982 02:39 UTC | 30 юли 1982 05:12 UTC | 2 час и 33 минути |